# Shake Company
Die Shake Company ist eine Theater-Company, die sich der Realisation von Musicals, Komödien, Kindermusicals und Shows für die Schweiz und den deutschen Sprachraum verschrieben hat.

## Geschichte
Die Shake Company wurde – inspiriert von Schmidts Tivoli in Hamburg – 1995 gegründet, um Bestandteilen von Theaterformaten, die in Musicalhochburgen wie z. B. Hamburg, New York oder London bereits etabliert sind, eine Plattform in der Schweizer Unterhaltungsszene zu bieten.
Gründer ist der Schweizer Regisseur, Autor und Theaterleiter Dominik Flaschka. Weitere Gründungsmitglieder sind Lea Hadorn, Rolf Burkhardt, Anikó Donáth, Alexandra Schild, Päivi Stalder und Anny Weiler. Schauspielerinnen und Schauspieler, die seit langem bei Shake Company sind und in mehreren Produktionen mitgespielt haben, sind: Gregor Altenburger, Sabina Deutsch, Fabienne Louves, Flavio Dal Molin, Eric Hättenschwiler, Gigi Moto, Fabio Romano, Rolf Sommer, Sandra Studer, Lavdrim Xhemaili und Peter Zgraggen.
Die allerersten Produktionen der Shake Company fanden im damaligen Kellertheater Ludwig II., das sich von ca. 1994 bis 1996 an der Geigergasse in Zürich statt. Darauf trat die Shake Company im Theater Stok und auf der Bühne des Restaurants Weisser Wind in Zürich auf. Anschliessend spielte die Truppe während mehrerer Jahre vorwiegend im Theater am Hechtplatz. Weitere Spielorte sind das Bernhard-Theater und die Maag-Halle in Zürich. Ausserdem sind sie in folgenden Theatern zu Gast: Casinotheater Winterthur, Kammerspiele Seeb, Häbse Theater in Basel, Casino Theater Zug, Stadttheater Schaffhausen und Le Théâtre in Emmenbrücke. Die Shake Company verzeichnete auch internationale Erfolge. So war sie z. B. im St. Pauli Theater in Hamburg, in der Volksbühne am Rudolfplatz in Köln und am Deutschen Theater München zu Gast. Ausserdem war die Shake Company 2022 beim Arosa Humor-Festival mit ihrer Inszenierung von «Extrawurst» zu sehen.
Die meisten Produktionen der Shake Company fanden bis 2022 im Theater am Hechtplatz statt, wo Dominik Flaschka Theaterleiter war. Danach wurden einige Stücke im Bernhard-Theater aufgeführt. Im Juni 2024 kündigte die Shake Company an, dass sie mit dem Theater im Seefeld in Zürich eine weitere Spielstätte („Shakespielhaus“) gefunden hat. Im Jubiläumsjahr 2025 (1995 bis 2025) wird dort die Komödie Peter Pan Goes Wrong gespielt, ein Stück von den gleichen Machern von The Show Must Go Wrong und Komödie mit Banküberfall.
Die Shake Company hat wichtige Theaterpreise erhalten, u. a. den Deutschen Musical Theater Preis und mehrmals den Prix Walo. 2025 feiert die Shake Company ihr 30-jähriges Bestehen.

## Musicals, Komödien und Shows
Die Shake Company produziert mit hiesigen Themen, kulturellen Eigenheiten und gesellschaftlichen Atmosphären Komödien, Musicals, Shows und Kinderstücke für die deutschsprachige Unterhaltungsszene. Dabei sind es sowohl bestehende und altbekannte Stücke, die adaptiert werden, wie auch neue und hiesige Stoffe, die in Zusammenarbeit mit Schweizer Komponisten und Autoren wie z. B. Adrian Stern, Roman Riklin, Kamil Krejčí und Dominik Flaschka eigens für die Aufführung in der Schweiz und im Ausland entwickelt werden.
Ein Genre der Shake Company sind die Hitparaden-Revues. In diesen Jukebox-Musicals stehen bekannte Songs und beste Hits im Zentrum der Unterhaltungsshows. Produktionen: Sekretärinnen (2002), Bye Bye Bar (2006/2016), Camping Camping (2011), Jukebox Heroes (2024) und Forever Young (Ewig jung) von Erik Gedeon (2024).
Nebst dem Musiktheater hat sich die Shake Company auch der Komödie verschrieben. Vom Schauspieler und Autor Kamil Krejčí hat sie bislang die Stücke Alles in Butter (2007) und Reifen, Cash und Pannen (2009) aufgeführt. 
Im Jahr 2017 folgte mit The show must go wrong die erste Komödie des britischen Mischief Theatres mit Stückeschreiber Henry Lewis (Originaltitel The Play That Goes Wrong, deutschsprachig Mord auf Schloss Haversham). Weitere aufgeführte Komödien von Lewis sind 2022 Komödie mit Banküberfall (Originaltitel The Comedy About a Bank Robbery) und 2025 Peter Pan Goes Wrong (deutschsprachig Peter Pans Pleiten, Pech und Pannen).
In den Corona-Jahren 2020 und 2021 lancierte die Shake Company die sogenannten Gartenspiele. Produziert wurden die Open-Air-Komödien Extrawurst von Dietmar Jacobs und Moritz Netenjakob und Achtung! Fertig! Action! von Patrick Haudecoeur und Gérald Sibleyras. Die Aufführungen wurden in privat zur Verfügung gestellten Gärten in der ganzen Deutschschweiz gespielt und fanden danach auch den Weg ins Theater.

## Charakteristik
Die Shake Company hat sich die Lust der massvollen Übertreibung auf die Fahne geschrieben. Dabei arbeitet sie mit Mitteln des Comics, überzeichneten oder surrealen Charakteren, grellen Szenerien und exzessiven Entwicklungen der Handlung, immer ausgehend von alltäglichen Situationen, Handlungen und Figuren. Die Vermischung von Theater, Musik und Bewegung sind dabei das erklärte Ziel, um gute Unterhaltung zu bieten, dem Leben eine Bühne zu geben. Entertainment im schillernden Rampenlicht auf den Punkt gebracht – das ist die Shake Company.

## Inszenierungen

### Musicals / Shows / Komödien
Die Liste enthält Uraufführungen und Schweizer Erstaufführungen, nicht aber Wiederaufnahmen.
- 1995: Lollipop – Die Schlagerrevue
- 1996: Blutiger Honig – Das Bienengrusical
- 1996: Schweins Light Night Show – Die Mitternachtsshow
- 1997: Chefarzt Dr. Edgar – Eine musikalische Sprechstunde
- 1998: Non(n)sense – Das Musical
- 1999: Pornissimo – Das Schmusical
- 2000: Ben Hur – Das Sandalical
- 2000: Die Geierwally – Das Musical
- 2002: Sekretärinnen – Das Tippsical
- 2002: Nuncracker – Die Weihnachtsshow mitten im Sommer
- 2003: Blume von Hawaii – Operette
- 2004: Bellerevue
- 2004: Hanf im Glück – Das Musical
- 2005: De chli Horrorlade – Das Musical
- 2006: Bye Bye Bar – Eine Flughafenrevue
- 2007: Alles in Butter
- 2008: Elternabend – Das Musical
- 2008: Boeing Boeing
- 2008: Jetzt erst Hecht – 50 Songs und Texte aus 50 Jahre Theater am Hechtplatz
- 2009: Reifen, Cash & Pannen
- 2010: Happy End – Liederabend mit Happy End
- 2011: Camping Camping – Eine Ferienrevue
- 2013: Spamalot – Die Ritter der Kokosnuss
- 2014: Wanderful – There’s no Piz like Show Piz, Liederrevue
- 2015: Ost Side Story – Das Musical
- 2016: Cabaret – Das Musical
- 2016: Bye Bye Bar – Reloaded
- 2017: The show must go wrong – Eine Komödie zum Totlachen
- 2018: Supermarkt Ladies – Das Mit-Mach-Musical
- 2019: Young Frankenstein – Das Musical[11]
- 2020: Extrawurst – Eine schlagkräftige Komödie[12]
- 2021: Achtung! Fertig! Action! – Eine filmreife Komödie[13]
- 2022: Komödie mit Banküberfall – Turbulente Komödie mit Musik
- 2022: Sister Äct – Ein himmlisches Musicäl[1]
- 2023: Vier werden Eltern – Eine Komödie über Kinderwunsch und Regenbogenfamilie
- 2023: Monsieur Claude und seine Töchter – Komödie nach dem gleichnamigen Film
- 2023: Im weissen Rössl – Ein Singspiel in drei Akten
- 2024: Das Ziel ist im Weg – Ein kabarettistischer Hüttenkoller auf dem Jakobsweg
- 2024: Jukebox Heroes – Die Kneipen-Show
- 2024: Forever Young – Eine musikalische Komödie
- 2025: Peter Pan Goes Wrong – Eine katastrophale Komödie
- 2025: Das perfekte Geheimnis. Sieben Freunde. Sieben Handys. Ein Desaster.

### Familienproduktionen
Nebst Produktionen für Erwachsene führt die Shake Company auch Stücke für Kinder auf. Das Repertoire umfasst nachfolgende Familienproduktionen, die mehrheitlich im Bernhard-Theater in Zürich zur Aufführung kommen.
- 2008: D’Schatzinsle
- 2010: Jim Knopf und Lukas der Lokomotivführer
- 2011: De Chli Isbär
- 2012: S’Dschungelbuech
- 2014: De Zauberlehrling

### Swisspäck
Als Ableger der Shake Company bilden die Shake-Künstler Gregor Altenburger, Eric Hättenschwiler und Fabio Romano die Swisspäcks. Das Comedy-Trio hat bekannte Songs und Eigenkompositionen in abendfüllenden Unterhaltungsprogrammen auf die Bühne gebracht.
- 2009: Swisspäck
- 2011: Comedy Christmas 2011
- 2013: Comedy Christmas 2013

## Auszeichnungen
- 2015: Deutscher Musical Theater Preis, beste Regie für «Ost Side Story – Das Musical»[16]
- 2015: Prix Walo, beste Theaterproduktion für «Wanderful»[17]
- 2017: Prix Walo, beste Theaterproduktion für «Cabaret – Das Musical»[17]
- 2018: Prix Walo, beste Theaterproduktion für «The show must go wrong»[17]